# Raionul Vinnîțea, Vinnița
Vinnîțea (în ucraineană Вінницький район, transliterat: Vinnîțkîi raion) este un raion în regiunea Vinnița, Ucraina. Reședința sa este orașul regional Vinnîțea, care nu aparține raionului.

## Demografie
Componența lingvistică a raionului Vinnîțea
     Ucraineană (97,57%)
     Rusă (2,04%)
     Alte limbi (0,1%)
Conform recensământului din 2001, majoritatea populației raionului Vinnîțea era vorbitoare de ucraineană (97,57%), existând în minoritate și vorbitori de rusă (2,04%).